# (38193) 1999 LB8
1999 LB8 (asteroide 38193) é um asteroide da cintura principal. Possui uma excentricidade de 0.20812470 e uma inclinação de 6.80737º.
Este asteroide foi descoberto no dia 8 de junho de 1999 por LINEAR em Socorro.